# Cis castaneus
Cis castaneus es una especie de coleóptero de la familia Ciidae.

## Distribución geográfica
Habita en Europa.